# LaTanya Richardson
LaTanya Richardson (Atlanta, 21 oktober 1949) is een Amerikaanse actrice en filmregisseuse.

## Biografie
Richardson doorliep de high school aan de Spelman College in haar geboorteplaats Atlanta, en haalde hier haar bachelor in theater. Hierna vervolgde zij haar studie aan de New York University en haalde hier haar master in drama. 
Richardson begon in 1989 met acteren in de televisieserie A Man Called Hawk. Hierna heeft zij nog meerdere rollen gespeeld in televisieseries en films zoals Law & Order (1991-1992), Malcolm X (1992), One Life to Live (1992), Sleepless in Seattle (1993), Lone Star (1996), Ally McBeal (1998-1999), 100 Centre Street (2001-2002) en The Fighting Temptations (2003).
Richardson is ook actief als filmregisseuse, in 2000 heeft zij de film Hairstory geregisseerd. Hiernaast is zij ook actief als actrice in lokale theaters.
Richardson is in 1980 getrouwd met Samuel L. Jackson en zij hebben samen een dochter (1982). Zij heeft haar man ontmoet toen zij studeerde aan de Spelman College.

## Filmografie

### Films
Uitgezonderd korte films.
- 2023 You Hurt My Feelings - als Sylvia
- 2019 Juanita - als Kay-Rita
- 2013 The Watsons Go to Birmingham - als oma Sands
- 2009 Mother and Child – als Carol
- 2007 Blackout – als mrs. Thompson
- 2007 All About Us – als nicht Bernice
- 2006 Freedomland – als Marie
- 2003 The Fighting Temptations – als Paulina Pritchett
- 2001 Within These Walls – als Melinda Donovan
- 1999 Introducing Dorothy Dandridge – als Auntie
- 1998 U.S. Marshals – als hulpsheriff Savannah Cooper
- 1997 Julian Po – als Darlene
- 1997 Loved – als Rose Jackson
- 1996 Lone Star – als Priscilla Worth
- 1996 The Deliverance of Elaine – als Edna
- 1995 Losing Isaiah – als Caroline Jones
- 1994 Midnight Run for Your Life – als rechercheur Dixon
- 1994 When a Man Loves a Woman – als dr. Gina Mendez
- 1993 Shameful Secrets – als Louise Levy
- 1993 Sleepless in Seattle – als Harriet
- 1992 Lorenzo's Oil – als verpleegster Ruth
- 1992 Malcolm X – als Lorraine
- 1992 The Nightman – als Emily
- 1992 Juice – als moeder van Steel
- 1991 Fried Green Tomatoes – als Janeen
- 1991 The Super – als rechter Smith
- 1991 Hangin' with the Homeboys – als sociaal werkster

### Televisieseries
Uitgezonderd eenmalige gastrollen.
- 2016 - 2018 Luke Cage - als mama Mabel Stokes - 2 afl.
- 2017 Rebel - als rechercheur Traylynn Jones - 2 afl.
- 2017 Grey's Anatomy - als Diane Pierce - 3 afl.
- 2015 Show Me a Hero - als Norma O'Neal - 6 afl.
- 2014 - 2015 Blue Bloods - als Dee Ann Carver - 5 afl.
- 2001 – 2002 100 Centre Street – als Atallah Sims – 11 afl.
- 1998 – 1999 Ally McBeal – als advocate Yvette Rose – 2 afl.
- 1992 One Life to Live – als Rodi - ? afl.
- 1992 Frannie's Turn – als Vivian – 2 afl.

- Library of Congress Control Number: nr2004024728
- Nationale Bibliotheek van Israël: 987012383979105171
- Virtual International Authority File: 49178980
- WorldCat: E39PBJcR6KDmfQDJGGqqmtDcyd